# 舘ノ内村
舘ノ内村（たてのうちむら）は福島県北会津郡にあった村。現在の会津若松市北会津町中部にあたる。

## 地理
- 河川：阿賀川

## 歴史
- 1889年（明治22年）4月1日 - 町村制の施行により、新庄村、鷺林村、宮袋村、二方村、伊和保村の区域をもって発足。
- 1953年（昭和28年）4月1日 - 荒井村と合併して荒舘村が発足。同日舘ノ内村廃止。
- 1956年（昭和31年）5月1日 - 荒舘村が川南村と合併して北会津村が発足。
- 2004年（平成16年）11月1日 - 北会津村が会津若松市に編入。

## 現在の町名
北会津町今和泉、北会津町鷺林、北会津町三本松（一部）、北会津町十二所、北会津町寺堀、北会津町中荒井、北会津町東麻生、北会津町二日町、北会津町ほたるの森、北会津町本多、北会津町宮袋